# Kings Newton
Kings Newton est un village situé dans le sud du Derbyshire, en Angleterre. Sa population est intégrée à la paroisse civile de Melbourne,.

## Histoire

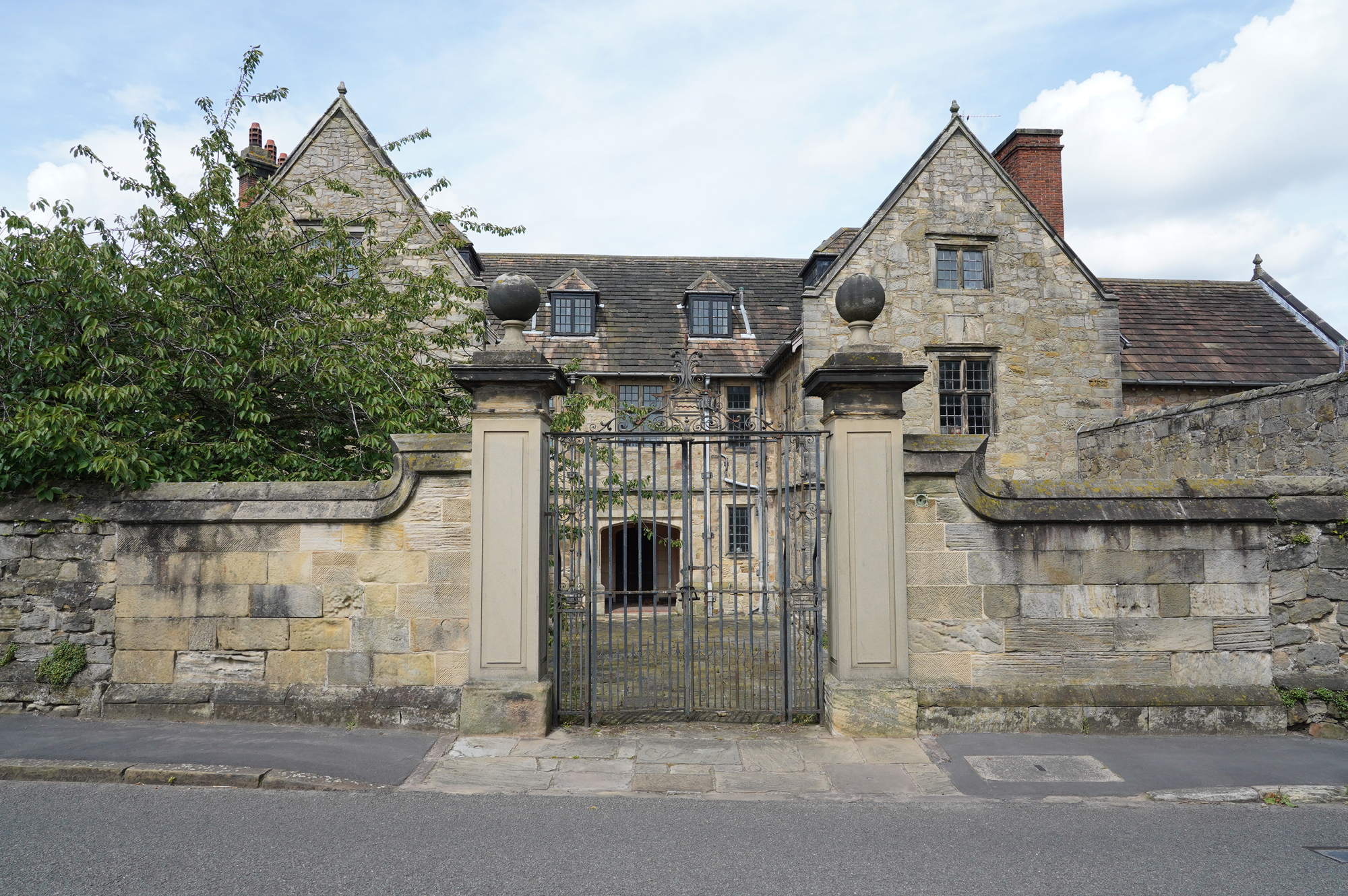
Portail du Kings Newton Hall.

Contrairement à de nombreux villages du Derbyshire, Kings Newton n'est pas mentionné dans le Domesday Book. À l'origine, le hameau s'appelait Newton, mais le préfixe « Kings » a été ajouté pour le différencier des autres Newton des comtés environnants. Vers 1560, le Kings Newton Hall y est édifié pour la famille Hardinge. L'édifice est détruit par un incendie en 1859, puis restauré en 1910 par Sir Cecil Paget. Après la bataille victorieuse de Sobraon, Henry Hardinge fut créé vicomte Hardinge de Lahore et de King's Newton dans le Derbyshire ; la raison pour laquelle ce petit village a été choisi en son honneur n'est pas documentée.

## Architecture et patrimoine

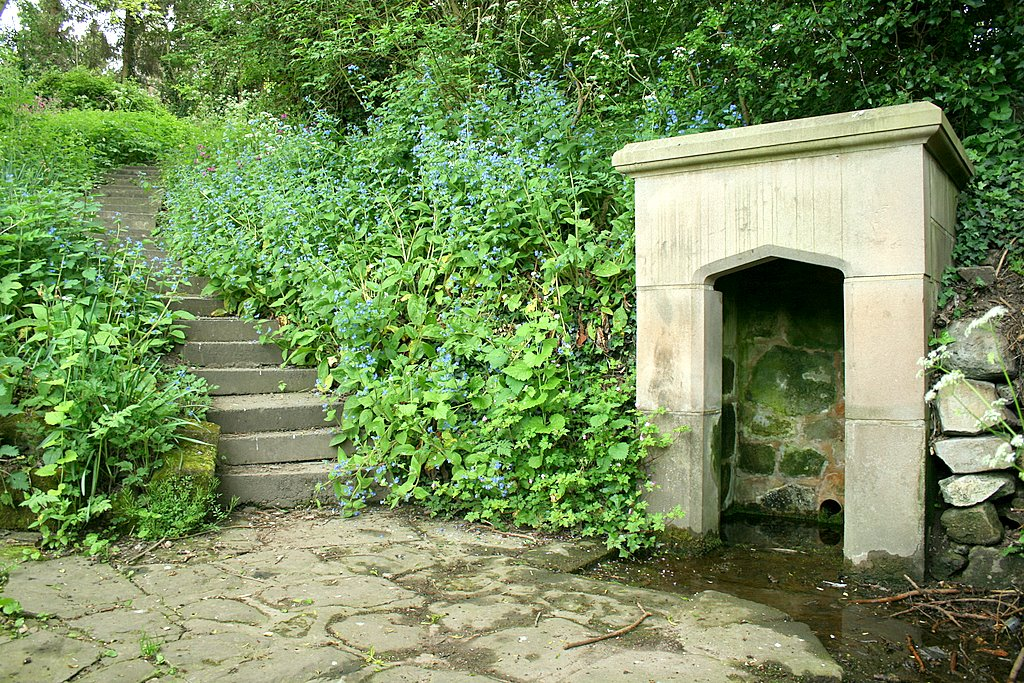
Le Holy Well de Kings Newton.

Kings Newton présente une Main Street pittoresque mêlant maisons à colombages, bâtisses en pierre, murs de grès et portails en fer forgé. Le village conserve un puits sacré (Holy Well), aménagé en 1662 par Robert Hardinge.
Une voie verte, la Cloud Trail, suit l’ancienne ligne Melbourne–Ashby (1867–1980), qui servit de voie ferroviaire militaire pendant la Seconde Guerre mondiale.

## Personnalités liées au village
- Hepzibah Abney (1758-1841), artiste peinte, y a vécu avec son mari jusque vers 1810.
- Henry Hardinge (1785-1856), field marshal et gouverneur général des Indes, est le 1er vicomte Hardinge de Lahore et de Kings Newton.